# Boles Acres
Boles Acres és una concentració de població designada pel cens dels Estats Units a l'estat de Nou Mèxic. Segons el cens del 2000 tenia 1.172 habitants.

## Demografia
Segons el cens del 2000, Boles Acres tenia 1.172 habitants, 463 habitatges, i 355 famílies. La densitat de població era de 35,1 habitants per km².
Dels 463 habitatges en un 30,5% hi vivien nens de menys de 18 anys, en un 66,1% hi vivien parelles casades, en un 6,5% dones solteres, i en un 23,3% no eren unitats familiars. En el 20,5% dels habitatges hi vivien persones soles el 6,5% de les quals corresponia a persones de 65 anys o més que vivien soles. El nombre mitjà de persones vivint en cada habitatge era de 2,53 i el nombre mitjà de persones que vivien en cada família era de 2,91.
Per edats la població es repartia de la següent manera: un 24,4% tenia menys de 18 anys, un 6,4% entre 18 i 24, un 25,8% entre 25 i 44, un 28,6% de 45 a 60 i un 14,8% 65 anys o més.
L'edat mediana era de 41 anys. Per cada 100 dones de 18 o més anys hi havia 101,8 homes.
La renda mediana per habitatge era de 39.048 $ i la renda mediana per família de 51.029 $. Els homes tenien una renda mediana de 32.656 $ mentre que les dones 19.779 $. La renda per capita de la població era de 18.207 $. Aproximadament el 9,4% de les famílies i el 13,3% de la població estaven per davall del llindar de pobresa.

## Poblacions més properes
El següent diagrama mostra les poblacions més properes.